# Thung lũng tách giãn Lớn

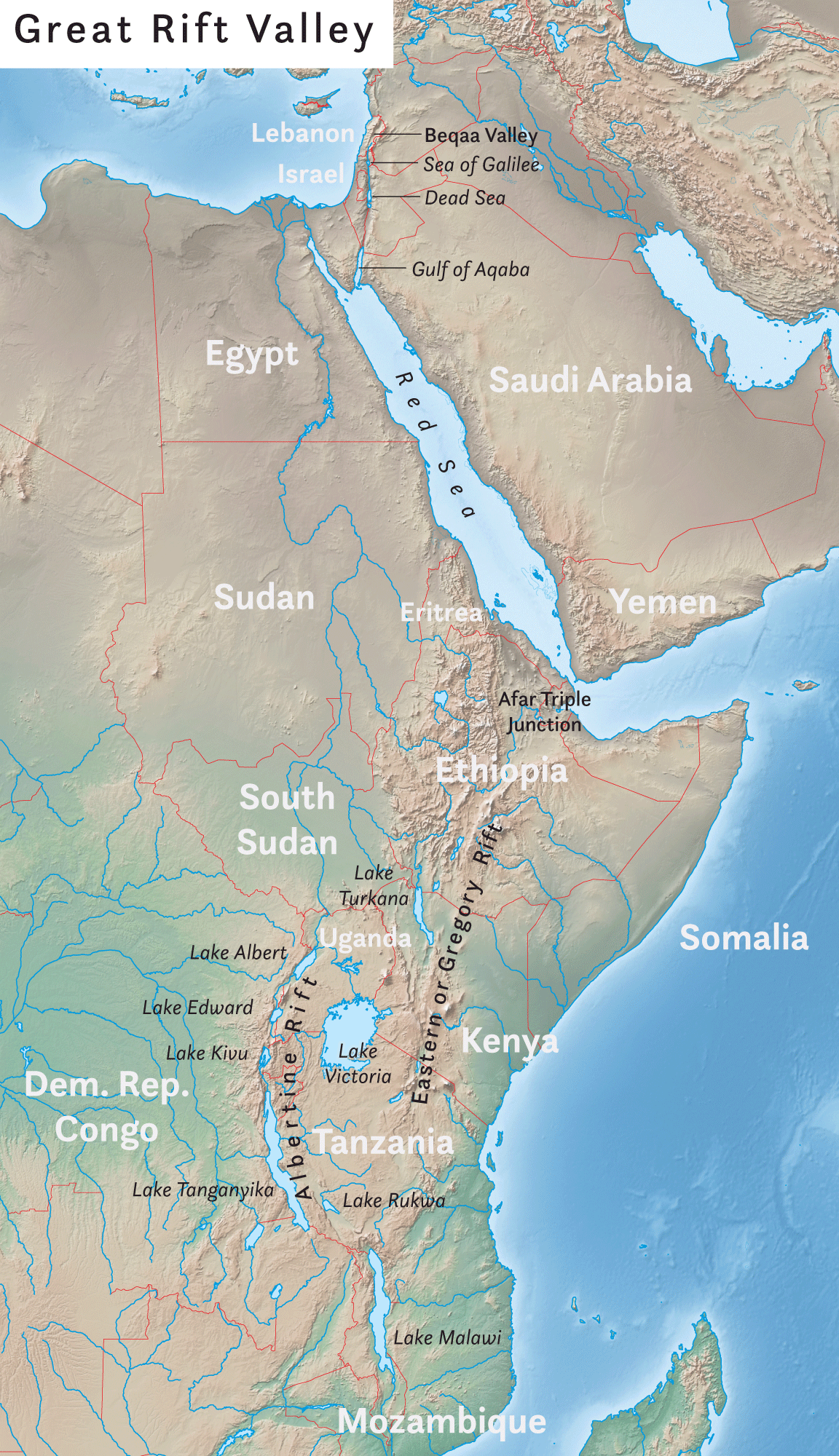
Bản đồ của Thung lũng tách giãn Lớn.

Thung lũng tách giãn lớn (tiếng Anh là Great Rift Valley) là tên được nhà thám hiểm Anh John Walter Gregory đặt vào cuối thế kỷ 19 cho một địa hình dạng máng kéo dài liên tục khoảng 6.000 km từ Thung lũng Beqaa ở Liban, tây nam châu Á cho đến trung tâm Mozambique, đông nam châu Phi. Mặc dù cái tên này tiếp tục được sử dụng theo một số cách nhưng nó hiếm khi được sử dụng trong địa chất học vì nó được coi là sự hợp nhất không chính xác của các hệ thống tách giãn và đứt gãy liên quan.
Ngày nay, thuật ngữ này thường được sử dụng để chỉ thung lũng của Đới tách giãn Đông Phi, phân tách kiến tạo mảng kéo dài từ Ngã ba Afar xuống phía nam khắp Đông Phi, và đang trong quá trình tách mảng châu Phi thành hai mảng riêng biệt mới. Các nhà địa chất học thường gọi các mảng Nubian và Somali.

## Lịch sử
Những tách giãn và đứt gãy này được coi là một dạng địa hình khác biệt và mặc dù được kết nối với nhau nhưng ban đầu nó được cho là một đặc điểm duy nhất kéo dài từ Liban cho đến phía đông nam châu Phi, nơi nó tạo thành hai khu vực địa văn học của dãy núi Tách giãn phía Đông. Ngày nay nó bao gồm từ Liban là Biến dạng Biển Chết, Đới tách giãn Jordan, Đới tách giãn Đông Phi và Tách giãn Biển Đỏ. Chúng được cho là hình thành cách đây 35 triệu năm trước.